# Golfo di Adramittio
Il golfo di Adramittio, noto anche come golfo di Adramyttium o golfo di Edremit, è un golfo della Turchia, esattamente nell'antica regione dell'Eolide (a sud est della Troade), tra l'omonima città e l'isola di Lesbo.
Si trova nel Mar Egeo a nord del golfo di Smirne, nelle attuali province turche di Çanakkale e di Balıkesir.